# Кастеньято
Кастеньято (итал. Castegnato, ломб. Castegnàt) — коммуна в Италии, в провинции Брешиа области Ломбардия.
Население составляет 7142 человека (2004), плотность населения составляет 741 чел./км². Занимает площадь 9 км². Почтовый индекс — 25045. Телефонный код — 030.
Покровителем коммуны почитается святой Виталий, празднование 7 мая.